# Ієронім (Дунаєвський)
Ієронім (Дунаєвський) ЧСВВ (? — ?) — греко-католицький релігійний діяч, каліграф. Монах-василіянин, ігумен Почаївського монастиря.
Автор титульної сторінки «Поминальника» Краснопущанського монастиря ЧСВВ, яку виконав пером у вигляді архітектурного обрамлення. Під рисунком є підпис польською мовою: Ієронім Дунаєвський Ігу(мен) М(онастиря) П(очаївського), також вказано дату — 1725 рік.